# 多萝西·曼利
多萝西·曼利（英語：Dorothy Manley，1927年4月29日—2021年10月31日），英国女子田径运动员，主攻短跑。她曾代表英国参加1948年夏季奥林匹克运动会田径比赛，获得女子100米银牌。